# Ахазов Тимофій Аркадійович
Тимофій Аркадійович Ахазов (нар. 2 червня 1907, село Чагасі Цивільського повіту Казанської губернії, тепер Чувашія, Російська Федерація — 9 червня 1979, місто Чебоксари, тепер Чувашія, Російська Федерація) — радянський діяч, 1-й секретар Чуваського обласного комітету ВКП(б) (КПРС), голова Президії Верховної ради Чуваської АРСР. Кандидат у члени ЦК КПРС у 1952—1956 роках. Депутат Верховної ради РРФСР 2-го та 5—7-го скликань. Депутат Верховної ради СРСР 2—4-го скликань.

## Життєпис
Трудову діяльність розпочав у 1922 році діловодом і статистиком Новомамеєвського волосного виконавчого комітету Шихазанського (тепер Канашського) району.
У 1923 році вступив до комсомолу. У 1926—1927 роках — секретар волосного комітету ВЛКСМ.
Член ВКП(б) з 1927 року.
У 1928—1929 роках —  на профспілковій роботі: голова робітничого комітету ліспромгоспу, голова Канашського районного комітету профспілки працівників освіти.
У 1932 році закінчив Комуністичний університет у місті Нижньому Новгороді.
У 1932—1938 роках — завідувач культурно-пропагандистського відділу, 3-й секретар, 2-й секретар Чебоксарского міського комітету ВКП(б) Чуваської АРСР.
У 1938—1939 роках — відповідальний редактор газети «Красная Чувашия».
У червні 1939 — 1942 року — секретар Чуваського обласного комітету ВКП(б) з пропаганди і агітації.
У 1942—1943 роках — 3-й секретар Чуваського обласного комітету ВКП(б).
У 1943—1944 роках — слухач Вищої школи партійних організаторів при ЦК ВКП(б).
З липня 1944 року — відповідальний контролер Комісії партійного контролю при ЦК ВКП(б).
У 1944 — 2 грудня 1948 року — 2-й секретар Чуваського обласного комітету ВКП(б).
2 грудня 1948 — 14 листопада 1955 року — 1-й секретар Чуваського обласного комітету ВКП(б) (КПРС).
У 1955—1957 роках — слухач курсів перепідготовки при ЦК КПРС.
23 березня 1957 — 24 листопада 1967 року — голова Президії Верховної ради Чуваської АРСР. Одночасно заступник голови Президії Верховної ради Російської РФСР.
З листопада 1967 року — персональний пенсіонер у місті Чебоксарах Чуваської АРСР.
Перебуваючи на пенсії, був завідувачем відділом історії, старшим науковим співробітником Науково-дослідного інституту мови, літератури, історії та економіки при Раді міністрів Чуваської АРСР. Автор понад 20 наукових праць.
Помер 9 червня 1979 року в Чебоксарах. Похований на меморіальному цвинтарі міста Чебоксари.

## Нагороди
- два ордени Леніна
- орден Трудового Червоного Прапора
- медалі